# Saara (Greiz)
Nota: Para outros significados de Saara, veja Saara
Saara é um município da Alemanha localizado no distrito de Greiz, estado da Turíngia.  Pertence ao Verwaltungsgemeinschaft de Münchenbernsdorf.